# Брині (елдормен Сассексу)
Брині (*Bryni, Bruni, д/н —бл. 705) — елдормен Сассексу бл.699—705 роках.

## Життєпис
Про походження Брині нічого невідомо. Він згадується лише в одній з грамот, за якою дарував землі аббату Едберту, яку затвердили королі Нотгельм і Ватт.
Отримав владу близько 699 року (ще за життя Ватта). На думку дослідників Брині мав якийсь особливий статус в Сассексу. Наскільки він підкорявся Нотгельм і Ватту невідомо. Напевне був васалом останніх, проте не мав титулу підкороля, що свідчить про розподіл королівства лише між вказаними королями. Помер близько 705 року.